# 周忠信
周忠信（1973年8月9日—），马来西亚政治人物，为民主行动党党员，现任柔佛州议会明吉摩州议员。

## 个人背景
周忠信出生及成长于马来西亚柔佛州居銮，在上大学之前，都在居銮念书，从中华三小毕业、苏丹阿都加里尔国中到居銮高级国中。
周忠信毕业自马来西亚国立大学金融系，也获得马来亚大学的工商学位。同时，他也是《东方日报》的专栏“上海之镜”的作者，撰写时事评论。
2004年开始，周忠信到中国工作，后来创设了自身公司。在这之前，他曾在一家国际银行担任经理，及在欧洲的制造业工厂负责亚太区营销。
2012年，他设立了“上海净选盟”（正当净选盟3.0期间），大力推动“Jom,balik undi”（回家投票）运动。上海净选盟也不定期举办在中国各地举办“独立论坛”讲座及讨论会等，让身在海外的马来西亚子民，也可以了解马来西亚时事动态。

## 政治生涯
2018年3月，周忠信在秘书长林冠英见证下，正式加入民主行动党。
周忠信在2018年5月9日代表希望联盟民主行动党参与马来西亚第14届大选，并获选为柔佛州明吉摩区州议员。
2019年2月，出席居銮“回家”迎新接福挥春活动，与居銮客家公会副会长曾祥忠会面。
2022年8月24日，周忠信发表文告指出，支持最高法院履行其责任以捍卫正义，最高法院的权责是确保法庭能够运作。他指出，在SRC案件终审期间，作为被告的前首相纳吉·阿都拉萨的律师团数次要求展延，辩护律师甚至以辞职、拒绝陈词扰乱聆审进度，而巫统领袖也会见首相，疑似与终审有关，一度令人担忧终审会被暂停。周忠信表示，法官是否允许展延这类案件，也必须考虑到公平审讯中非常重要的元素，即不能过度拖延司法公正。（参见：对纳吉·阿都拉萨入狱的反应）

## 争议事件

### 投票站纠纷事件
2018年5月9日，马华公会居銮区会妇女组主席刘丽芬声称在居銮甘榜巴野民众会堂投票站外发生两党支持者纠纷争吵中听见希盟明吉摩州议席候选人周忠信指她“没教养”（Kurang Ajar），令她倍感受辱，因而泪撒当场扬言报警。周忠信否认本身曾批评对方“没教养”，而是仅在争执过程中要求对方“停止争论，要有礼貌”。

### 促首相委刘镇东入阁掀议
2018年6月27日下午1时21分，周忠信向新任首相马哈迪·莫哈末发以中英双语撰写的公开信，呼吁委任败选的柔佛州行动党主席刘镇东进入内阁，掀起议论。当日下午5时09分，他撤回公开信。《当今大马》较后联系上周忠信并询问更多详情时，他只简短表示，由于身份敏感，他必须撤回这封公开信。

### 评论基督城恐袭事件惹非议[8]
2019年3月15日，周忠信发出文告评论基督城恐袭事件，当中提到巫伊结盟，指巫统及伊斯兰党合作，鼓吹种族与宗教主义，或遭外国恐怖组织利用。内容如下：
|          | 巫统与伊斯兰党结盟并大力鼓吹种族与宗教主义政策是十分不负责任的行为，对新马来西亚的建设没有任何好处，也会被外国宗教恐怖组织利用在马来西亚渲染宗教恐怖主义。 |
| ——周忠信 | |

此文告内容在发布后遭到多方挞伐，网民抨击周忠信破坏社会和谐。他发表文告大约3小时后，再发出讯息撤回文告，同时声称为所引起的误解，深感抱歉。当晚，巫统青年团团长阿斯拉夫·瓦兹迪·杜素基发声明抨击周忠信毫不敏感，不顾穆斯林的感受。马华公会总会长魏家祥和马青总团长王晓庭先后谴责该言论没有照顾受害者与其家人的感受。到了深夜，周忠信在面子书以中文、马来文双语发出文告，针对本身文告内容造成的伤害二度道歉，并请求各造原谅。但即使数次道歉，仍难息众怒，其面子书专页也因大量网民涌入，流量过大而暂时被关闭。
3月16日，周忠信在面子书帖文三度道歉，并表示感谢各方对他的指正。同日柔佛州行动党主席刘镇东发文告严斥周忠信并说：“虽然周忠信已撤回了文告，并向社会大众三度道歉，但我们还是必须承认和面对这次失言的严重性和伤害。我在此严斥周忠信毫无顾忌他人感受的言论。行动党严正看待这次的事件。”巫统居銮区部主席嘉益士沙达和民政党主席刘华才同日也加入谴责周忠信的言论。
3月17日，马华公会青年团居銮州分团副团长黄玉英发文告认为，周忠信虽然已道歉，惟有关言论，已经对马来西亚种族关系造成无法弥补伤害：“他的行为对全民和谐所造成的破坏，不是三言两语道歉就能弥补的，作为一个民选代议士，他应该为这番言论引咎辞职，因为他已背叛了选择他的人民。”黄玉英也在当日与巫统居銮青年团到居銮警局报案，希望警方调查这起事件。
3月18日，周忠信团队发文告澄清，周忠信本人是为了出席在雪兰莪州举行的行动党年度全国工作营（National Retreat）而缺席于3月16日在居銮举行的两场选区活动。此前周忠信因接连缺席两场选区活动而被质疑在“暂避风头”。
2022年3月10日，马华公会居銮区会主席颜炳寿在面子书发布视频重提此事。他认为，周忠信对族群关系不敏感而曾经犯下的严重错误，包括在新西兰基督城发生宗教狂热分子开枪扫射造成死亡惨案事件时，发表了不适当的言论，令到马来族群极度反感。

## 选举成绩
| 年份 | 选区       | 候选人 | 候选人               | 得票数 | 得票率 | 竞选对手             | 竞选对手           | 得票数 | 得票率 | 总票数 | 多数票 | 投票率 |
| ---- | ---------- | ------ | -------------------- | ------ | ------ | -------------------- | ------------------ | ------ | ------ | ------ | ------ | ------ |
| 2018 | N28 明吉摩 |        | 周忠信（民主行动党） | 29,559 | 72.80% |                      | 陈信莱（马华公会） | 10,333 | 25.42% | 40,657 | 19,226 | 84.06% |
| 2022 | N28 明吉摩 |        | 周忠信（民主行动党） | 19,813 | 57.50% |                      | 蔡珮昱（马华公会） | 9,706  | 28.17% | 34,455 | 10,107 | 51.92% |
| 2022 | N28 明吉摩 |        | 周忠信（民主行动党） | 19,813 | 57.50% | 黄展业（土著团结党） | 4,116              | 11.95% |        | 34,455 | 10,107 | 51.92% |